# Csaba Leimeter
Csaba Leimeter (* 15. Dezember 1994 in Budapest) ist ein ungarischer Handballspieler.

## Karriere

### Im Verein
Leimeter spielte zunächst in Ungarn für PLER KC in der 1. Liga. Ab 2016 stand er im Kader von Tatabánya KC und wechselte nach einer Saison zu Budakalász FKC. 2019 bis 2021 spielte er dann für Csurgói KK. Im Februar 2021 unterschrieb er einen Vertrag für den RK Zagreb in Kroatien und wechselte noch während der Saison. Mit Zagreb wurde er 2021, 2022 und 2023 Kroatischer Meister und spielte in der EHF Champions League. 2023 wechselte er zum deutschen Bundesligaaufsteiger HBW Balingen-Weilstetten. Am Ende der Saison stieg er mit Balingen in die 2. Bundesliga ab.

### In Auswahlmannschaften
In der ungarischen A-Nationalmannschaft debütierte Leimeter am 4. November 2020 in Veszprém gegen Spanien. Er stand im erweiterten Kader der Europameisterschaft 2022. Für die Weltmeisterschaft 2023 stand er ebenfalls im erweiterten Kader, wurde in der Gruppenphase nachnominiert und belegte mit Ungarn den 8. Platz.